# عروسی درخت نارنج
عروسی درخت نارنج از جمله آیین‌های نوروزی مردم شیراز است که برگرفته از تمدن قدیم این مردمان بوده و هنوز هم تکرار می‌شود.
در زندگی مردم شیراز، درخت نارنج نقش به‌سزایی داشته و دارد. مردم از این درخت سخاوتمند، استفاده‌های زیادی می‌برند و در کنار و در اثر همه این بهره‌ها، نوعی دلبستگی خاص هم بین مردم شیراز با درخت نارنج وجود دارد. این دلبستگی و احترام مردم شیراز نسبت به درخت نارنج، سبب انجام رفتارها و شکل گرفتن آداب جالبی با آن شده است. در شیراز رسم بر این است که اگر درخت نارنجی که در خانه است نارنج کم دهد یا اصلاً ندهد آن را عروس کنند و برایش مراسم عروسی بگیرند.

## اجرای مراسم
مراسم چنین است که صاحبخانه در حضور مهمانان تبر یا اره‌ای به دست می‌گیرد، با عصبانیت به سمت درخت می‌رود، با صدایی بلند فریاد می‌کند که قصد بریدن این بی‌غیرت را دارد، مدام شکایت خود را از این که درخت دیگر ثمرۀ خوبی ندارد ابراز می‌کند؛ و حتی با اره یا تبری که به دست دارد، چند ضربه یا خراش کوچک به درخت وارد می‌کند. در این میان، یک نفر از حاضران سعی می‌کند جلوی صاحبخانه را بگیرد و مانع قطع درخت شود که در اصطلاح به این شخص، «ضامن درخت» می‌گویند. ضامن درخت با پادرمیانی و وساطت، به صاحبخانه قول می‌دهد که سال دیگر حتماً درخت نارنج پربار خواهد شد و با این کار، مانع قطع درخت می‌شود. سپس تور نازکی روی در خت می‌کشند و روی آن شکر پنیر می‌پاشند، کل می‌کشند، واسونک می‌خوانند و شادی می‌کنند و بر این باورند که آن درخت در فصل بهار بعدی بار نارنج خواهد داد.